# Franciscus Borgia
Franciscus Borgia (Gandia (Spanje), 25 oktober 1510 - Rome, 30 september 1572) was de derde generaal-overste van de jezuïeten. Zijn eigenlijke voornaam was Francesco.

## Leven
Franciscus was van vaderszijde een achterkleinzoon van paus Alexander VI en van moederszijde van koning Ferdinand II van Aragón. Hij was onderkoning van Catalonië en hertog van Gandía onder keizer Karel V. Hij was getrouwd en kreeg 8 kinderen. Toen hij zesendertig was, overleed zijn vrouw en Franciscus besloot zijn verdere leven aan de dienst van God te wijden. Hij trad toe tot de orde der Jezuïeten, werd op veertigjarige leeftijd priester gewijd en was nauw bevriend met zowel de heilige Ignatius van Loyola als de heilige Theresia van Ávila. In die tijd was de Spaanse Inquisitie net op haar (twijfelachtige) hoogtepunt en een van Franciscus' theologische werken werd veroordeeld, zodat hij naar Rome moest vluchten. Tegen zijn zin in werd hij in 1564 gekozen tot derde generaal-overste van de jezuïetenorde, die onder zijn leiding een grote bloei beleefde. Hij was een van de leidende figuren in de Contrareformatie. De heilige Johannes van Avila was zijn biechtvader.
Na zijn overlijden in 1572 werd hij als generaal-overste opgevolgd door Everard Mercurian.

## Verering
Franciscus Borgia werd in 1671 heilig verklaard. Zijn relieken rusten in Madrid in de Jezuïetenkerk. Zijn feest wordt gevierd op 10 oktober.
- Biblioteca Nacional de España: XX875556
- Bibliothèque nationale de France: cb165734991 (data)
- Catàleg d'autoritats de noms i títols de Catalunya: 981058521811206706
- CiNii: DA05204562
- Gemeinsame Normdatei: 11869295X
- International Standard Name Identifier: 0000 0001 1557 6895
- Library of Congress Control Number: n83178967
- MusicBrainz: fb06cd7d-dafa-4149-97fb-19e114bd93bc
- Nationale Bibliotheek van Tsjechië: ola2002158943
- Nationale bibliotheek van Australië: 36027603
- Nationale Bibliotheek van Israël: 987007261387405171
- Nederlandse Thesaurus van Auteursnamen: 070345554
- Istituto Centrale per il Catalogo Unico: VEAV039416
- LIBRIS: 268674
- SNAC: w6wq1f37
- Système universitaire de documentation: 026650290
- Trove: 1192111
- Union List of Artist Names: 500354193
- Virtual International Authority File: 5770